# 9542 Еріан
9542 Еріан (9542 Eryan) — астероїд головного поясу, відкритий 12 жовтня 1983 року.
Тіссеранів параметр щодо Юпітера — 3,503.